# NGC 5615
NGC 5615 est une galaxie spirale naine située dans la constellation du Bouvier. NGC 5615 a été découverte par l'ingénieur irlandais Bindon Stoney en 1851.

## Description
Sa vitesse par rapport au fond diffus cosmologique est de 4 084 ± 13 km/s, ce qui correspond à une distance de Hubble de 60,2 ± 4,2 Mpc (∼196 millions d'al).
En compagnie de NGC 5613 et de NGC 5614, NGC 5615 figure dans l'atlas des galaxies particulières de Halton Arp sous la cote Arp 178. Ces trois galaxies sont à des distances différentes et ne constituent pas un groupe de galaxies. Cependant les galaxies NGC 5614 et NGC 5615 forment un couple de galaxies en interaction gravitationnelle et elles font partie du groupe de NGC 5614. On remarque d'ailleurs une queue de marée au nord de NGC 5615.

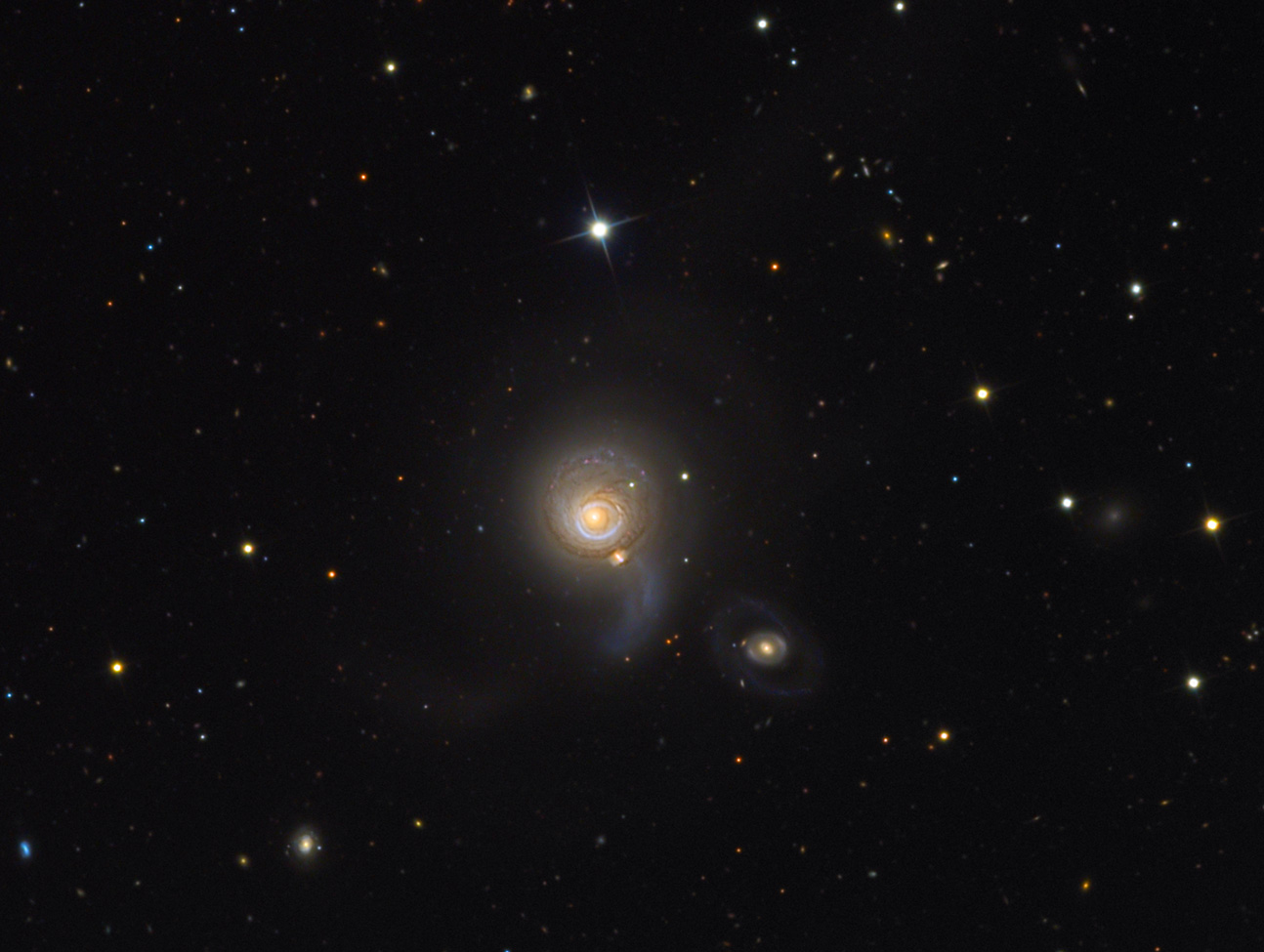
NGC 5613, NGC 5615 et NGC 5615 par Adam Block (Observatoire du mont Lemmon/Université de l'Arizona).
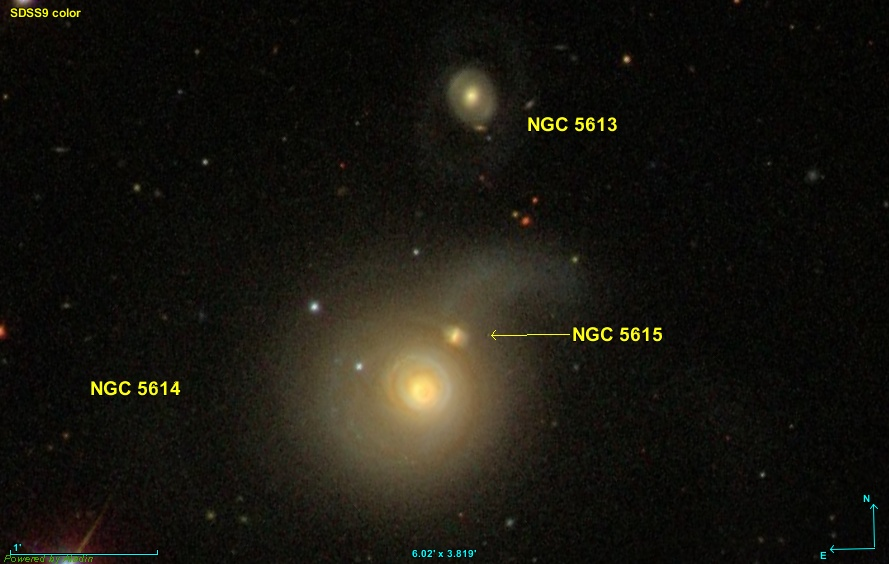
Les trois galaxies d'Arp 178.

## Groupe de NGC 5614
Selon A.M. Garcia, la galaxie NGC 5579 fait partie du groupe de NGC 5614. Ce groupe de galaxies compte au moins quatre membres. Les trois autres galaxies du groupe sont NGC 5533, NGC 5579 et NGC 5614.
À ces quatre galaxies, il faut ajouter PGC 214249, car cette galaxie est en interaction avec NGC 5579.